# Fageibiantes
Genre
Fageibiantes est un genre d'opilions laniatores de la famille des Biantidae.

## Distribution
Les espèces de ce genre sont endémiques de Madagascar.

## Liste des espèces
Selon World Catalogue of Opiliones (10/10/2021) :
- Fageibiantes bicornis (Fage, 1946)
- Fageibiantes bispina Lawrence, 1959

## Étymologie
Ce genre est nommé en l'honneur de Louis Fage.

## Publication originale
- Roewer, 1949 : « Über Phalangodidae II. Weitere Weberknechte XIV. » Senckenbergiana, vol. 30, p. 247–289.